# توجور (آراغاتسوتن)
مدينة توجور (بالإنجليزية: Ttujur)‏ هي إحدى المدن التابعة لمقاطعة آراغاتسوتن في أرمينيا. يقدر عدد سكانها بـ 404 نسمة حسب الإحصاء الذي جرى عام 2011.